# Virgin Territory
Virgin Territory är en amerikansk romantisk komedifilm från 2007, regisserad av David Leland. I de ledande rollerna ses bland andra Hayden Christensen och Mischa Barton. Den baseras på en novell ur Giovanni Boccaccios Decamerone (1348–1353).

## Handling
Utspelar sig under digerdöden, och tio ungdomar från Florens söker skydd.

## I rollerna
- Hayden Christensen - Lorenzo de Lamberti
- Mischa Barton - Pampinea
- Tim Roth - Gerbino
- Ryan Cartwright - Ghino
- Rosalind Halstead - Filomena
- Kate Groombridge - Elissa
- Christopher Egan - Dioneo
- Nigel Planer - Uncle Bruno
- Matthew Rhys - Count Dzerzhinsky
- Rupert Friend - Alessandro Felice
- Silvia Colloca - Sister Lisabetta
- Anna Galiena - The Abbess